# Leptoneta crypticola
Leptoneta crypticola är en spindelart som beskrevs av Simon 1907. Leptoneta crypticola ingår i släktet Leptoneta och familjen Leptonetidae.
Artens utbredningsområde är Frankrike.

## Underarter
Arten delas in i följande underarter:
- L. c. franciscoloi
- L. c. simplex